# خانه شهبازیان
خانه شهبازیان مربوط به اواخر دوره قاجار است و در همدان، خیابان بو علی سینا، کوچه میر فندر سکی واقع شده و این اثر در تاریخ ۱۱ دی ۱۳۸۰ با شمارهٔ ثبت ۴۶۹۰ به‌عنوان یکی از آثار ملی ایران به ثبت رسیده است.
این خانه متعلق به حاج تقی شهباز بوده است که بعد از ایشان به عنوان آثار ملی ثبت گردید. 